# 象征主义

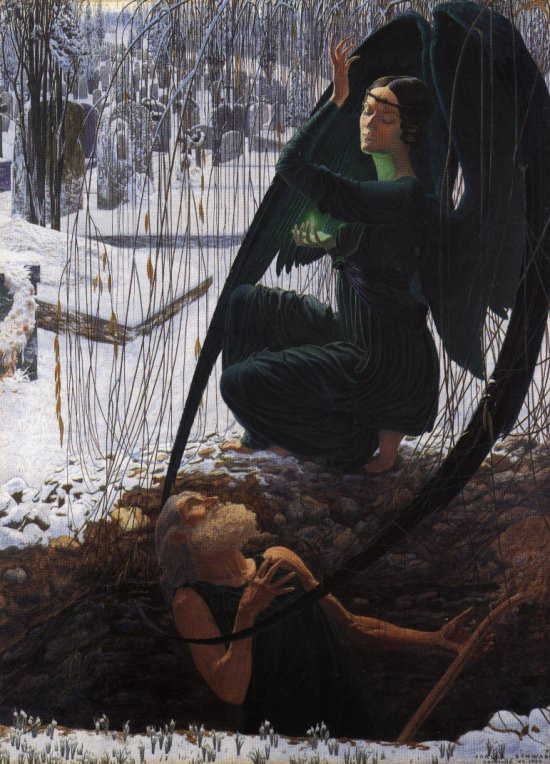
瑞士畫家卡洛斯·施瓦貝的畫作《死亡與掘墓人》（約1895年）

象徵主义（英語：Symbolism）是约1885年至1910年间欧洲文学和视觉艺术领域一场颇有影响的运动。象徵主义摒弃客观性，偏爱主观性，背弃对现实的直接再现，偏爱现实的多方面的综合，旨在通过多义的、但却是强而有力的象徵来暗示各种思想。象徵主义把宗教神秘主義与反正常和色情的兴趣结合起来，把对所谓“原始性”的兴趣与复杂微妙的颓废崇拜结合起来。与这场运动有关的艺术家是法国的奥迪隆·雷东、居斯塔夫·莫羅和皮耶·皮維斯·德·夏凡納、奧地利的古斯塔夫·克林姆、比利时的费尔南德·赫诺普夫、荷蘭的揚·托洛普、中國的李金髮等。

## 预兆和起源
自然主义和现实主义注重以细节表现现实，法国象徵主义一大部分上是对自然主义和现实主义的挑战。象徵主义运动倾向于灵性、想像力和梦幻的感覺。一些作家，譬如約里斯—卡爾·于斯曼，最初是博物学家，后来才向象徵主义的方向发展，这反映了他在宗教和性灵的觉悟。
在文学方面的象徵主义源于夏爾·波德萊爾的《恶之花》，斯特凡·馬拉美和保爾·魏爾倫在19世纪60年代和70年代发展其审美观。19世纪80年代，象徵主义吸引了一代作家。波德萊爾极其推崇并翻译成法语的愛倫·坡作品對其影响重大，成为许多修辞和形象的来源。
與文学不同，艺术象徵主义运动是愈为哥特化和黑暗的浪漫主义的衍生物；但浪漫主义浮躁，反叛；象徵主义艺术静谧，畏神。

## 运动

### 象徵主义运动宣言
象徵主义者认为艺术应用间接的方式来表现更绝对的真理，因此他们用极其隐喻化和暗示性的手法写作，赋予一些画面或物体象徵意义。莫雷亞斯（Jean  Jean Moréas）的象徵主义宣言发表于1886年。 Moréas宣告象徵主义反对「平铺直叙，雄辩，矫情和就事论事」，它的目的于「思想观念用可察觉的形式装饰起来」、「形式本身不是目的，思想观念是目的」、「在这样的艺术中，自然景观，人文活动，和所有其他世界万象自身并无任何意义，它们只是与原始观念之间的奥秘联结」。